# Buslijn 42 (Rotterdam)
Buslijn 42 is een buslijn in de gemeente Rotterdam, die wordt geëxploiteerd door de RET. De lijn verbindt het metrostation Marconiplein met de bedrijventerrein Spaanse Polder en het bedrijventerrein Rotterdam Noord-West en is een zogenaamde gemaksbus met een beperkte dienst waarbij niet in de avonduren en het weekeinde wordt gereden. Er hebben in het verleden meerdere lijnen met het lijnnummer 42 bestaan.

## Geschiedenis

### Lijn N en lijn 42 I
Na de oorlog werd Lijn N ingesteld op 18 maart 1946 en ging rijden tussen de Rochussenstraat (vanaf de Westersingel) door de Maastunnel naar Charlois (Boergoensevliet). Op 1 november 1953 werd de lijnletter N vervangen door het lijnnummer 42. Op 7 februari 1968 met de komst van de Rotterdamse metro werd de lijn vervangen door een nieuwe lijn 46 die reed van het Schulpplein via het Boergoensevliet en de Maastunnel naar het Heemraadsplein.

### Lijn 42 II & III
Op 27 augustus 1984 werd een lijn 42 ingesteld die ging rijden ter vervanging van een deel van de route van tramlijn 6 door Delfshaven aangezien die lijn werd ingekort door de aanleg van de metro. Op 1 juni 1985 werd deze lijn 42 weer opgeheven. In de eerste helft van de jaren '90 heeft er een zomer Weekendbus gereden met lijnnummer 42 door Kralingen. Deze reed rond de Kralingse Plas vanaf de Voorschoterlaan naar de Kralingse Zoom.

### Lijn 42 IV
Op 7 september 1998 werd een nieuwe lijn 42 ingesteld ter bediening van het bedrijvenpark Noord-West vanaf het Marconiplein. De lijn kwam ter vervanging van de doorgetrokken ritten van lijn 45 (voorheen lijn 41) vanaf het  centraal station waarbij de rechtstreekse ritten vervielen en men op het Marconiplein moest overstappen. Later is de rechtstreekse verbinding enkele jaren teruggekeerd met lijn 43 maar deze lijn werd eind 2011 weer opgeheven. Met ingang van de dienstregeling van 2015 wordt er in de spits gereden met een hoge frequentie en wordt er 's avonds en in het weekend niet gereden.